# Isodictya
Isodictya är ett släkte av svampdjur. Isodictya ingår i familjen Isodictyidae.

## Dottertaxa tillIsodictya, i alfabetisk ordning[1]
- Isodictya alata
- Isodictya aspera
- Isodictya bentarti
- Isodictya cavicornuta
- Isodictya chichatouzae
- Isodictya ciocalyptoides
- Isodictya compressa
- Isodictya conulosa
- Isodictya deichmannae
- Isodictya delicata
- Isodictya doryphora
- Isodictya dufresni
- Isodictya echinata
- Isodictya ectofibrosa
- Isodictya elastica
- Isodictya erinacea
- Isodictya foliata
- Isodictya frondosa
- Isodictya grandis
- Isodictya histodermella
- Isodictya kerguelenensis
- Isodictya lankesteri
- Isodictya lenta
- Isodictya maeandrina
- Isodictya microchela
- Isodictya multiformis
- Isodictya obliquidens
- Isodictya palmata
- Isodictya porifera
- Isodictya pulviliformis
- Isodictya quatsinoensis
- Isodictya rigida
- Isodictya setifera
- Isodictya spinigera
- Isodictya staurophora
- Isodictya toxophila
- Isodictya trigona
- Isodictya vancouverensis
- Isodictya verrucosa